# Haplophthalmus austriacus
Haplophthalmus austriacus is een pissebed uit de familie Trichoniscidae. De wetenschappelijke naam van de soort is voor het eerst geldig gepubliceerd in 1940 door Verhoeff.